# HD 142415 b
HD 142415 b ist ein Exoplanet, der den gelben Zwerg HD 142415 alle 386,3 Tage umkreist. Auf Grund seiner hohen Masse wird angenommen, dass es sich um einen Gasplaneten handelt.

## Entdeckung
Der Planet wurde mit Hilfe der Radialgeschwindigkeitsmethode von Michel Mayor et al. im Jahr 2003 entdeckt.

## Umlauf und Masse
Der Planet umkreist seinen Stern in einer Entfernung von ca. 1,07 Astronomischen Einheiten und hat eine Masse von ca. 537,3 Erdmassen bzw. 1,69 Jupitermassen.
Da er eine hohe Exzentrizität von 50 % besitzt (der Abstand zu seinem Stern schwankt zwischen 0.535 und 1.605 Astronomischen Einheiten) ist Leben auf ihm oder auf eventuellen Monden auszuschließen.